# 瓦亭古城
瓦亭古城，位于宁夏回族自治区固原市泾源县大湾乡瓦亭村，是中华人民共和国宁夏回族自治区文物保护单位之一。
2005年9月15日，授予宁夏回族自治区文物保护单位，是一座古遗址。